# Quần đảo Three Kings
Quần đảo Three Kings ("Ba Vua", tên tiếng Māori: Manawatāwhi) là một nhóm 13 đảo không người nằm cách mũi Reinga, New Zealand 55 kilômét (34 mi) về phía tây bắc nơi Nam Thái Bình Dương và biển Tasman giáp nhau. Quần đảo này rộng chừng 4,86 km². Quần đảo nằm trên một bình nguyên ngầm, gọi là "the Three Kings Bank" (Bãi Ba Vua), tách khỏi thềm lục địa New Zealand nhờ một máng ngầm rộng 8 km, sâu 200–300 m. Do vậy, dù nằm gần đảo Bắc, quần đảo vẫn được coi là một trong các đảo ngoại vi New Zealand. Quần đảo không nằm trong bất kỳ vùng hay huyện nào, mà là một Area Outside Territorial Authority.

## Lịch sử

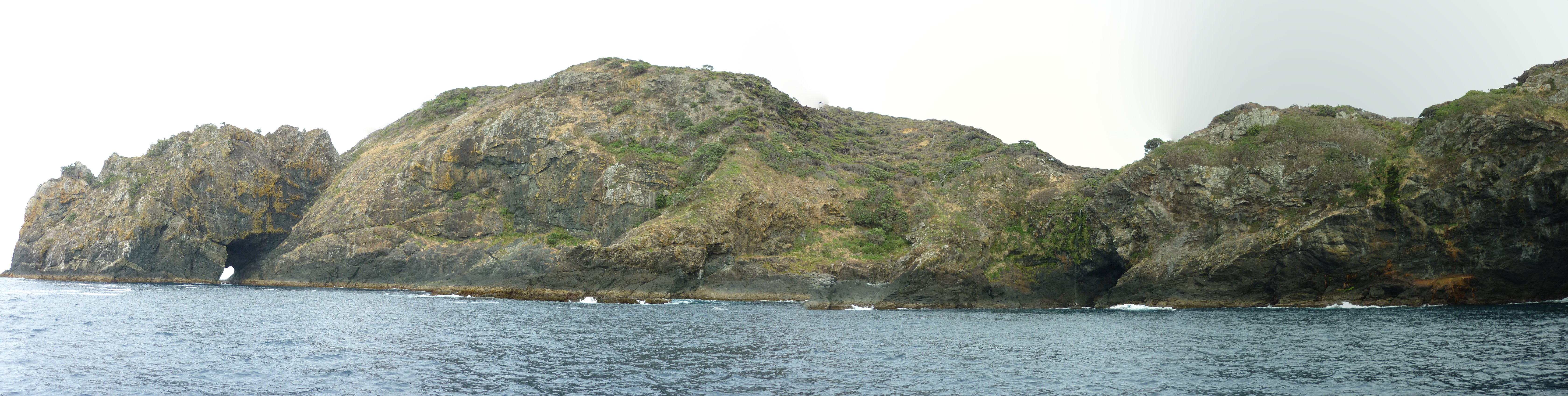
The Waterfall, vịnh Tasman, trên bờ biển đông nam Great Island

Nhà thám hiểm người Hà Lan Abel Janszoon Tasman đặt ra cái tên Drie Koningen Eyland (Đảo Ba Vua) vào ngày 6 tháng 1 năm 1643, ba tuần sau khi ông trở thành người châu Âu đầu tiên trông thấy New Zealand. Ông đặt cái tên này bởi lúc đó là đêm Thứ Mười Hai của lễ Hiển linh, ngày mà ba vị vua đến thăm Jesus thuở bé. Tasman thả neo nơi này khi đang tìm nước ngọt. Tasman cũng đặt tên một mũi đất trên đảo Bắc là mũi Maria van Diemen, theo tên vợ Anthony van Diemen, Toàn quyền của Đông Ấn Hà Lan (nay là Indonesia). Đây là hai nơi duy nhất tại New Zealand giữ lại địa danh mà Abel Tasman đặt. Tasman thấy rằng quần đảo này là cứ địa của người Māori (từ hồi 1840, quần đảo Three Kings trở thành đảo hoang). Số người Māori nơi này có lẽ luôn dưới ngưỡng 100.
Năm 1945, G. T. S. Baylis phát hiện cá thể cuối cùng của loài cây mà ngày nay gọi là Pennantia baylisiana trên quần đảo Three Kings. Nhờ sự nhân giống cẩn thận mà loài cây này hiện đã được lan rộng, dù mỗi cá thể vẫn giám sát. Quần đảo này trở thành khu bảo tồn thiên nhiên năm 1995. Hai loài cây đặc hữu khác là Tecomanthe speciosa và Elingamita johnsonii.